# Fischbachau
Fischbachau település Németországban, azon belül Bajorországban. Lakosainak száma 5818 fő (2023. december 31.).

## Népesség
A település népessége az elmúlt években az alábbi módon változott:
| Lakosok száma | 802  | 2627 | 2479 | 4823 | 5568 | 5624 | 5690 | 5691 | 5662 | 5818 |
|               | 1875 | 1950 | 1975 | 1987 | 2012 | 2014 | 2016 | 2017 | 2021 | 2023 |

## Fekvése
A Leitzach-patak völgyében, az 1239 m. magas Sterneck és az 1622 méter magas Breitenstein oldalában fekvő település.

## Története

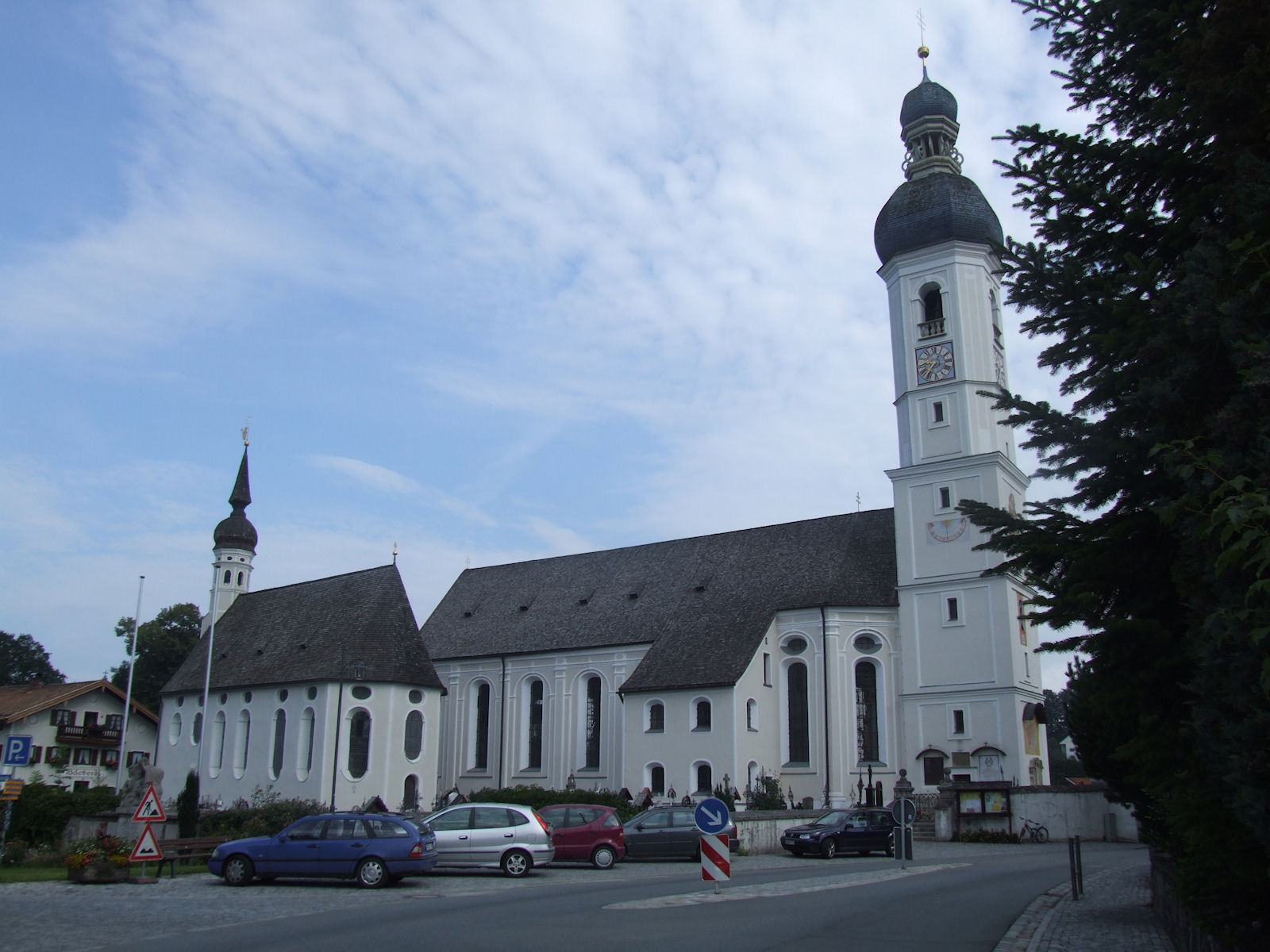

A település lakosságának egy része mind máig foglalkozik háziszőttesek és gyermekjátékok készítésével. A Breitenstein lejtőin sí- és ródlipályák vannak. A hegy lábánál, a kis Wolfsee partján pedig strandfürdő található.

## Nevezetességek
- Alte Pfarrkirche (régi plébániatemplom) - 1087-ben épült, a 17. században átalakították. Ma mint temetőkápolna szolgál. Belső berendezésének legnagyobb értéke  az 1500 körül Hans von Pfaffenhofen faragta, késő gótikus Madonna dombormű.
- Pfarrkirche St. Martin - 1096-1100 között az előbbi templom szomszédságában épült meg, eredetileg kolostortemplomként. A háromhajós román bazilika lényegében fennmaradt, csak a mennyezetét vonták be a 18. század első felében faborítással és festették ki wessobruni mesterek Szt. Márton életének jeleneteit ábrázoló freskókkal. Dús barokk főoltára 1765-ből származik.
- Jolhof - színesre festett lakóház.

## Itt születtek, itt éltek
- Kathi Grein Berger, népdal zeneszerző
- Josef Brunnhuber (1876-1936), tanár és a krónikás
- Eduard Stemplinger (1870-1964), író
- Fritz Müller-Partenkirchen (1875-1942), író
- Paul Schneider-Esleben (1915-2005), német építész
- Karl Höller (1907-1987), német zeneszerző
- Benny Lauth (* 1981), focista

## Galéria

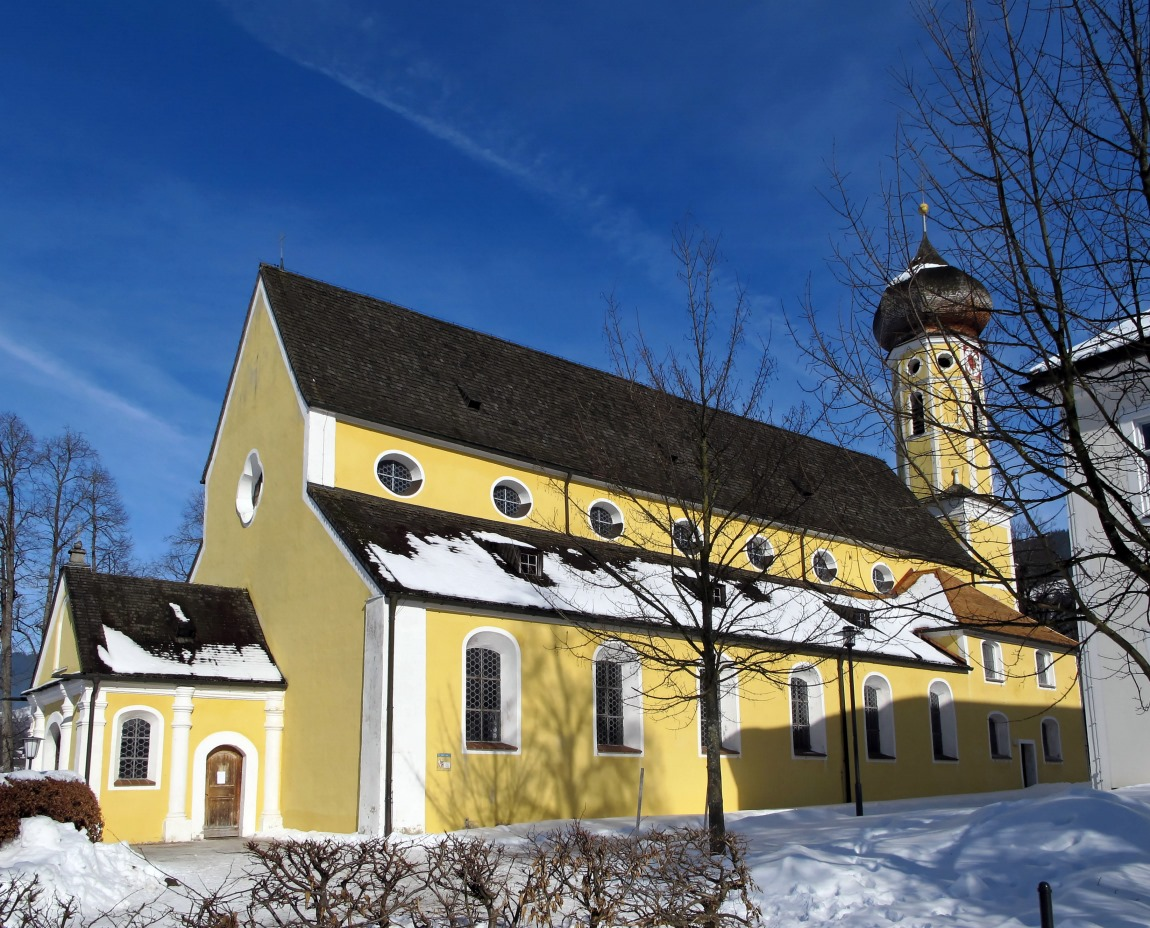
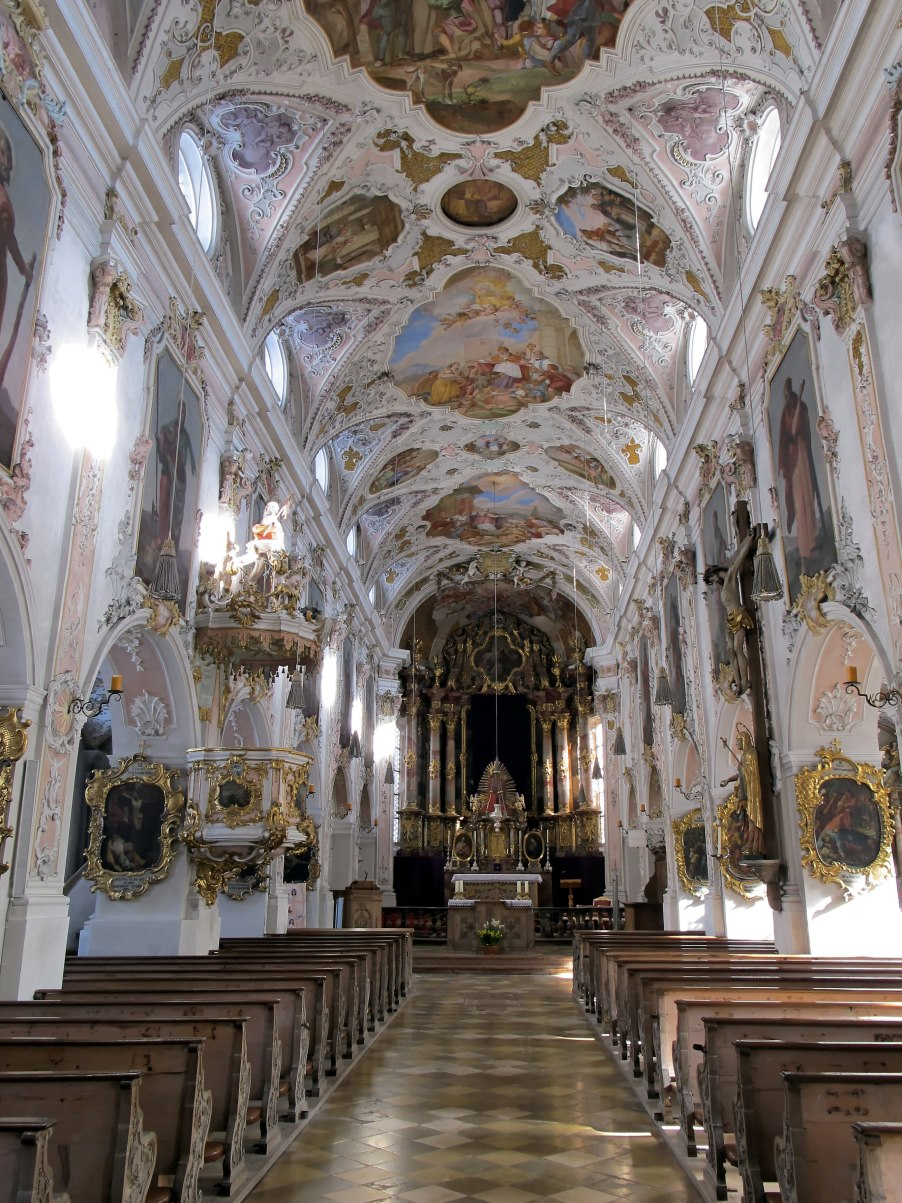
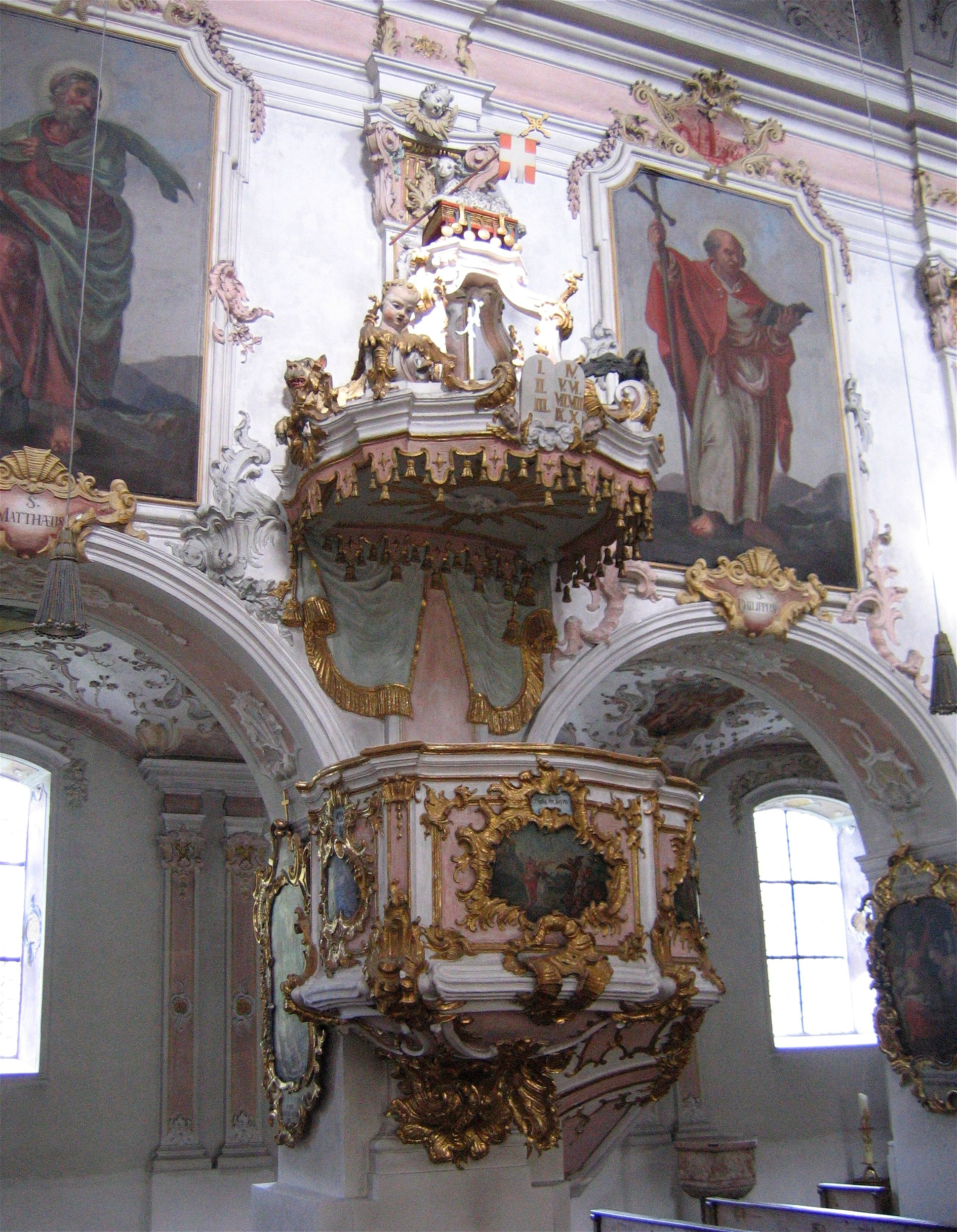
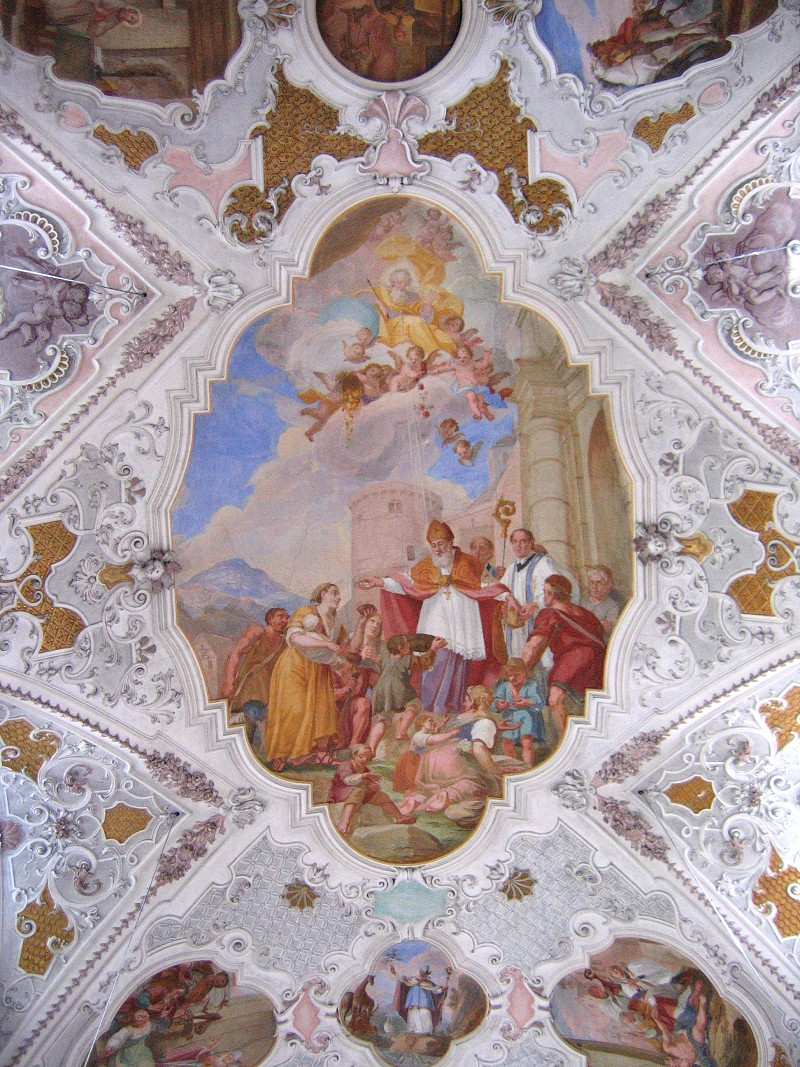
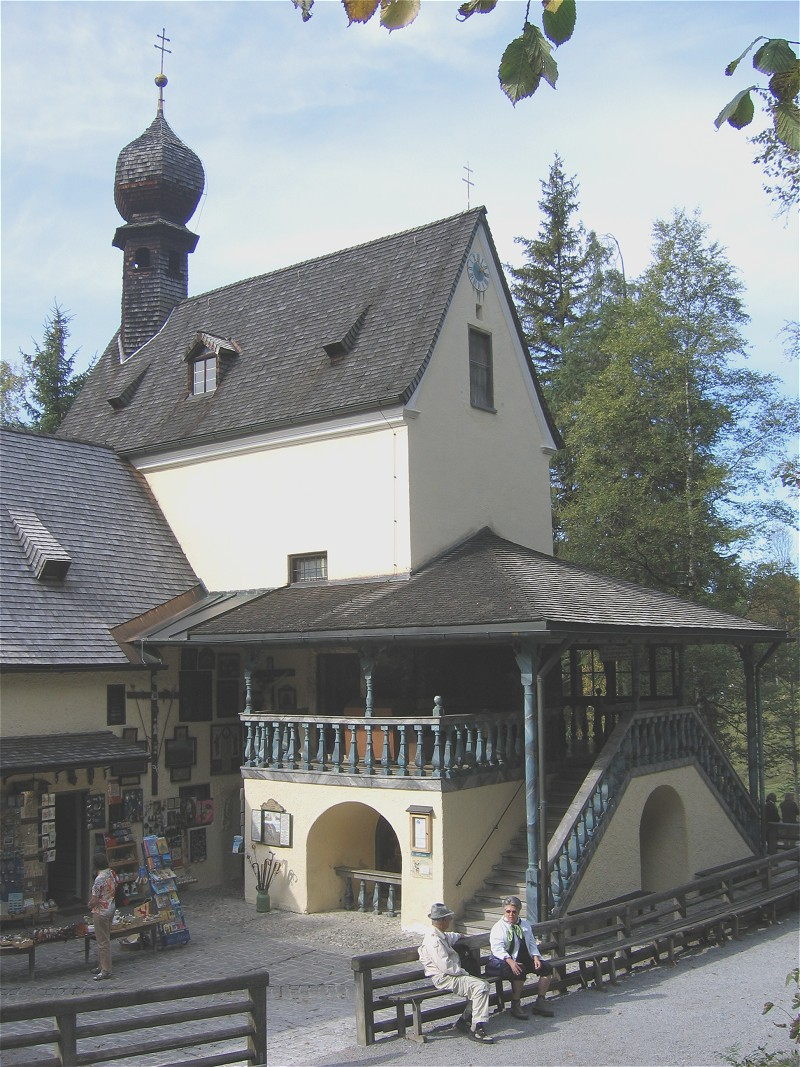
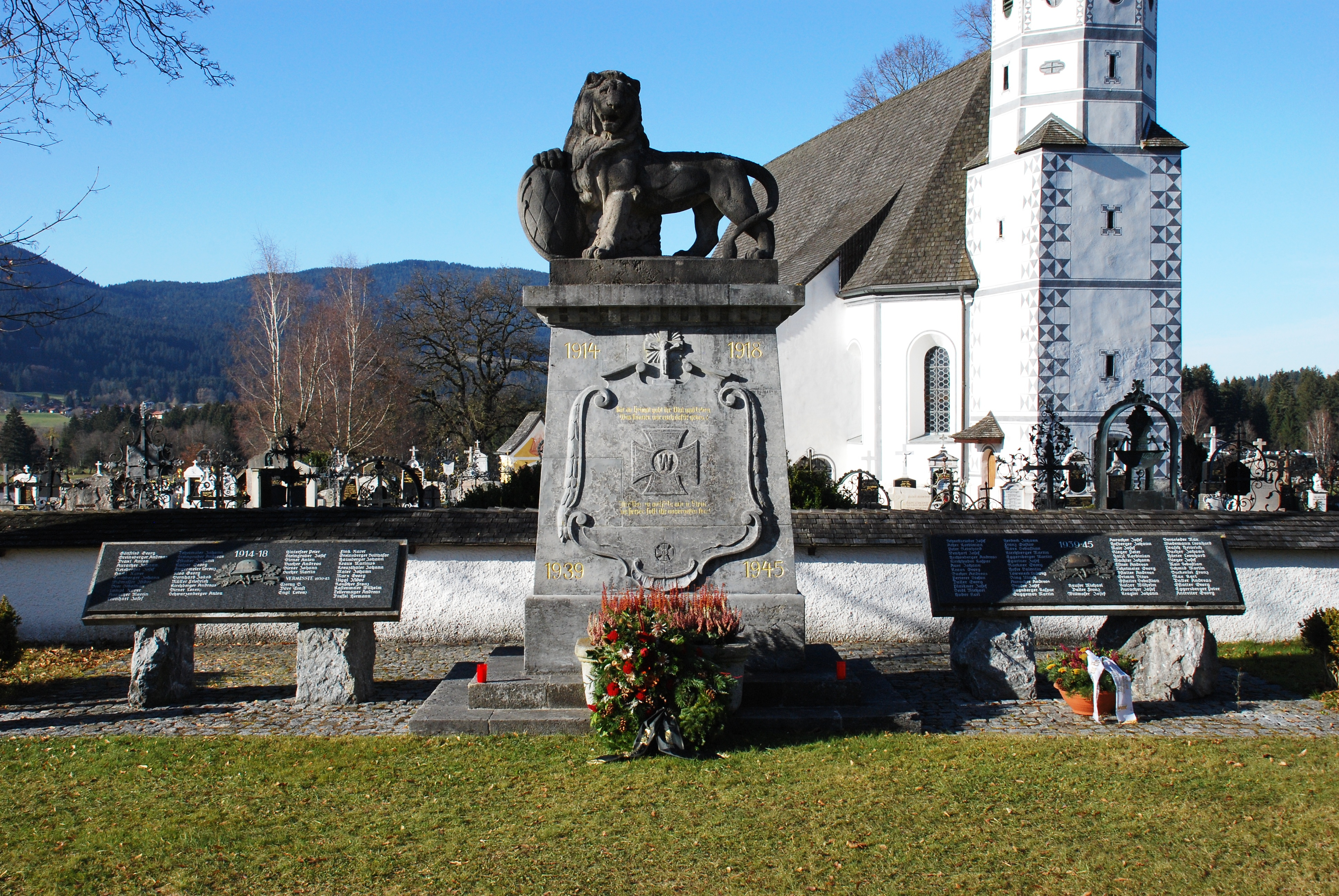
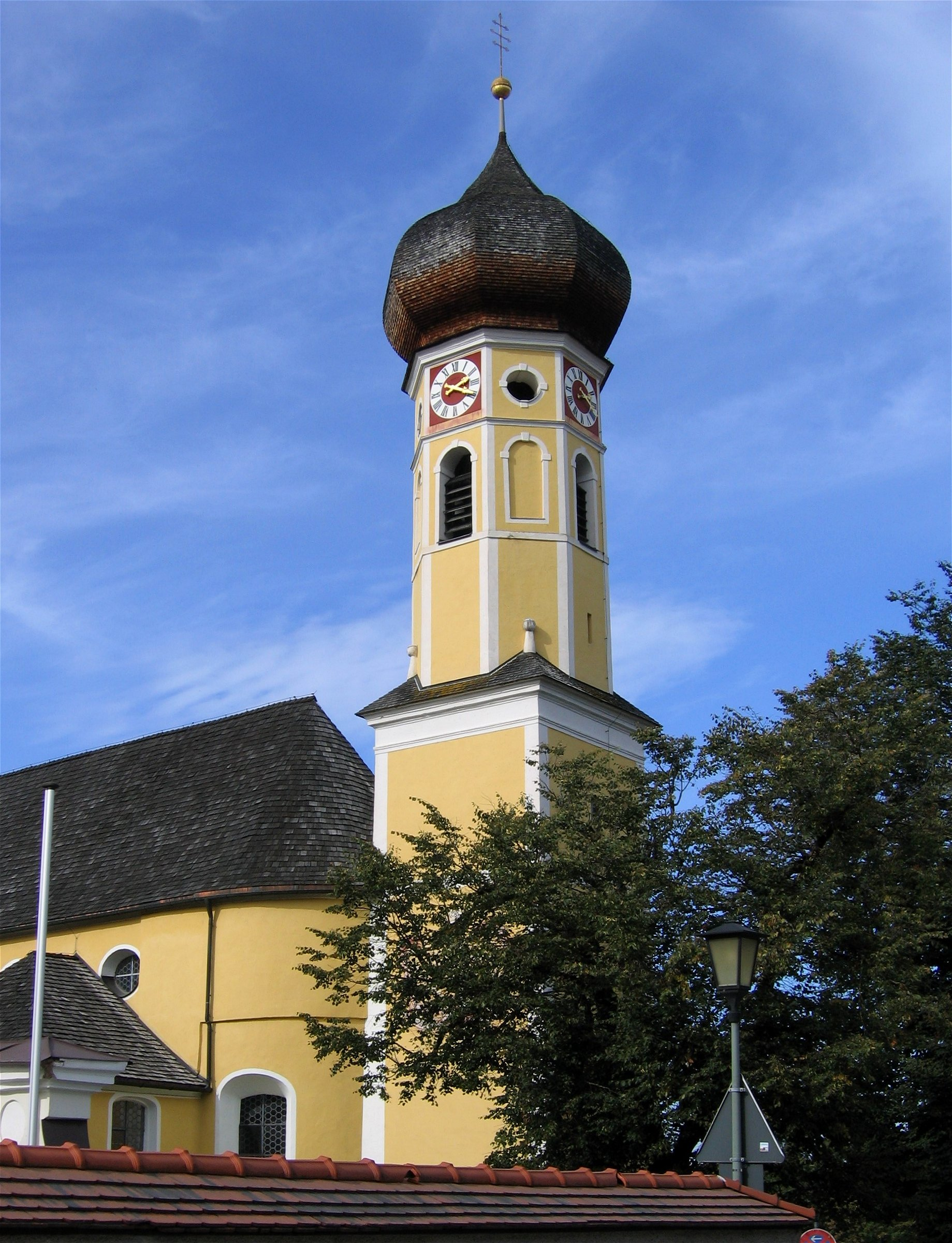
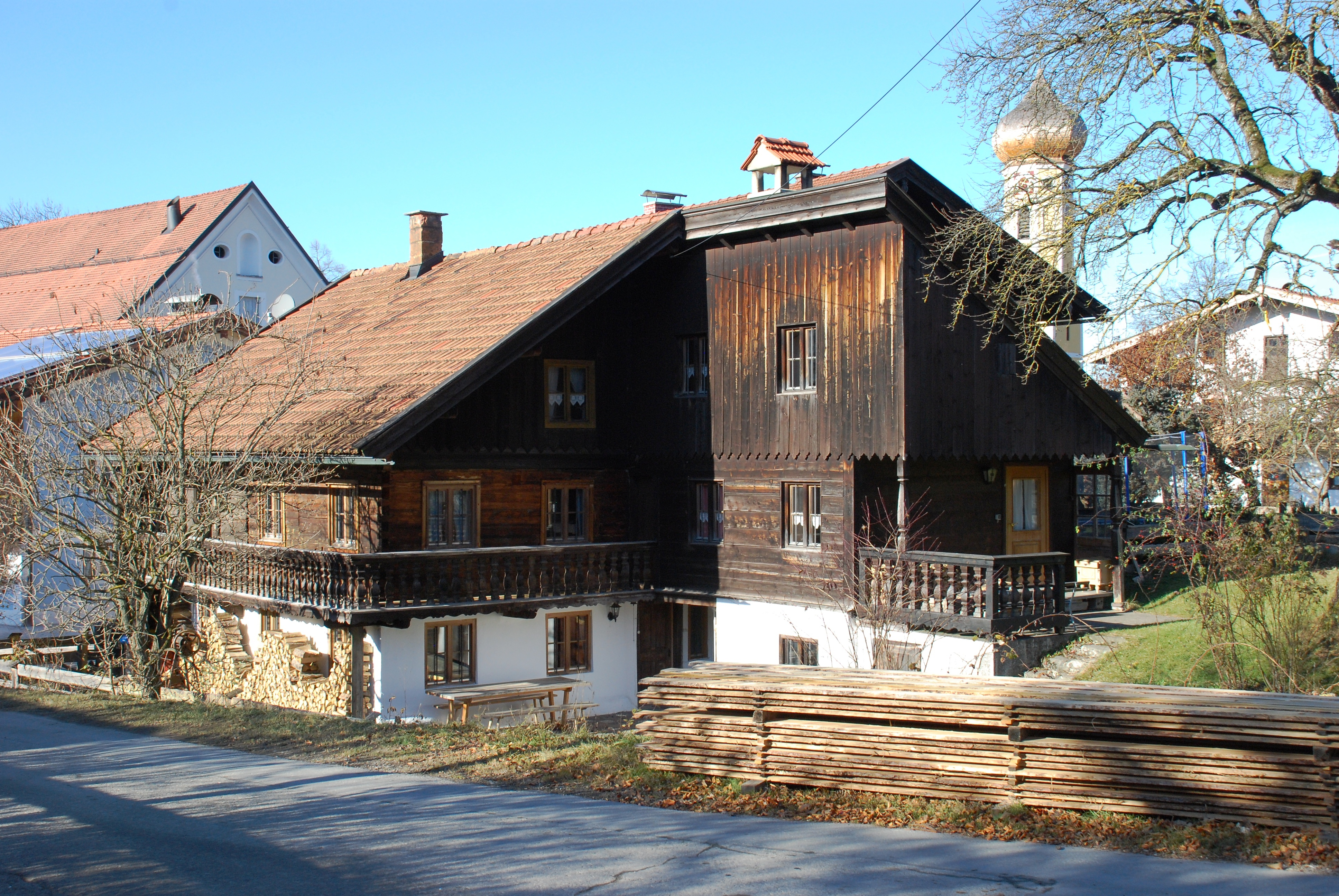